# Oleksandr Abramenko
Oleksandr Abramenko, född 4 maj 1988, är en ukrainsk freestyleåkare.
Abramenko deltog vid olympiska vinterspelen 2006, 2010 och 2014. Han blev olympisk mästare i hopp vid olympiska vinterspelen 2018 i Pyeongchang i Sydkorea. Vid olympiska vinterspelen 2022 i Peking tog Abramenko silver i samma gren.